# Marin Sorescu
Marin Sorescu (Bulzești, 29 febbraio 1936 – Bucarest, 8 dicembre 1996) è stato un poeta, drammaturgo e romanziere romeno, membro titolare dell'Accademia romena dal 1992.
Le sue opere sono state tradotte in più di 20 paesi e il numero totale dei suoi libri pubblicati all'estero sale a 60. È anche conosciuto per le sue opere pittoriche con le quali ha partecipato a varie mostre d'arte in Romania e all'estero. Dopo la rivoluzione rumena del 1989, senza essere membro di alcun partito politico, ha avuto la carica di Ministro della Cultura nel Gabinetto Nicolae Văcăroiu (dal 25 novembre 1993 al 5 maggio 1995).

## Biografia
Nato in una famiglia di contadini a Bulzești, nel distretto di Dolj, Sorescu si è diplomato alla scuola elementare nel suo villaggio natale. Successivamente ha frequentato il Collegio Nazionale Frații Buzești di Craiova, dopodiché è stato trasferito alla scuola militare di Predeal. Ha completato la sua formazione presso l'Università di Iași, dove, nel 1960, si è laureato in lingue moderne. Il suo primo libro, una raccolta di parodie del 1964 intitolato Singur printre poeți (Solo tra i poeti), è stato ampiamente criticato. Lui stesso ha definito i versi "sarcastici e imbarazzanti". Sono seguiti dieci volumi di poesia e prosa, che lo hanno portato ad una rapida ascensione nel mondo letterario, come poeta, romanziere, drammaturgo e saggista. È diventato popolare a tal punto che sugli stadi di calcio sono state organizzate sessioni di lettura delle sue opere. Nel 1971, è stato fellow del programma di scrittura internazionale presso l'Università dell'Iowa.
Riguardo alla sua poesia, con ironia Sorescu disse: "Proprio come non posso smettere di fumare perché non fumo, non posso rinunciare a scrivere perché non ho talento". Sosteneva spesso un senso di alienazione, dicendo "la parola è una frontiera incrociata: con l'atto di dire qualcosa, non riesco a dire molte altre cose". Sulla censura, dopo che l'uscita dei suoi ultimi volumi post-rivoluzione del 1989 era stata rimandata, ha detto "abbiamo conquistato la nostra libertà, quindi non devo lamentarmi, o censori, dove siete adesso?".
La raccolta di poesie Poezii alese de cenzură comprendeva poesie che non potevano essere pubblicate fino alla fine della dittatura comunista di Nicolae Ceaușescu; di questi, il più noto è Casa supravegheată.
Iona, la pièce teatrale scritta da Marin Sorescu e pubblicata per la prima volta nel 1968, è considerata un vero capolavoro. Il mito biblico racconta che il profeta Giona è stato inghiottito da una balena. Nel suo dramma, Sorescu porta la storia oltre e immagina cosa succede a Giona mentre si trova all'interno della balena. "La parte più terribile della pièce è quando Giona perde il suo eco", scrive Sorescu nella prefazione di questo dramma. "Giona era solo, ma il suo eco era completo; gridò Io-na, e il suo eco rispose Io-na, poi rimase solo metà dell'eco, gridò Io-na, ma tutto ciò che riuscì a sentire fu Io. Io, in una lingua antica, significa me". Iona è stata messa in scena con tutto esaurito a Bucarest nel 1969, ma la tragedia è stata rapidamente ritirata, perché il suo contenuto era considerato troppo controverso.
Malato di cirrosi e epatite, è morto per un infarto all'Ospedale Elias a Bucarest, all'età di 60 anni.

## Opere (selezione)

### Poesia
- Singur printre poeți, 1964
- Poeme Sorescu, 1965
- Moartea ceasului, 1966
- Unde fugim de-acasă? - Aproape teatru, aproape poeme, aproape povești, 1966
- Poeme Sorescu, 1967
- Tinerețea lui Don Quijote, 1968
- 80 Poezii, 1969
- Lirice Pasternac, 1969
- Teoria sferelor de influență, 1969
- Tușiți, 1970
- Unghi, 1970
- Rame - Douăzeci și cinci de poezii, 1972
- Singur printre poeți, 1972
- Suflete, bun la toate, 1972
- La Lilieci, 1973
- Astfel, 1973
- Ocolul infinitului mic pornind de la nimic, 1973
- Insomnii - Microeseuri, 1975
- Norii, 1975

### Drammaturgia
- Iona (1968); cfr. Giona. Tragedia in quattro quadri, trad. it. Marco Cugno, Napoli 1980;
- Paracliserul (Il sagrestano, 1970);
- Matca (L'alveo, 1974);
- Setea muntelui de sare[6], trilogia che raccoglie Iona, Paracliserul e Matca (1974)
- Răceala (Il raffreddore, 1978), dramma storico
- A treia țeapă (Il terzo palo, 1980), dramma storico

### Antologie in inglese
- Hands Behind My Back: Selected Poems, trans. Gabriela Dragnea, Adriana Varga, & Stuart Friebert (Oberlin College Press, 1991) ISBN 0-932440-58-4
- The Vintage Book of Contemporary World Poetry, edito da J.D. McClatchy, pg. 219.
- The Faber Book of Modern European Poetry - A. Alvarez (editore) - Faber and Faber - 1992 - ISBN 0-571-14321-0
- Born in Utopia - An anthology of Modern and Contemporary Romanian Poetry - Carmen Firan e Paul Doru Mugur (editori) con Edward Foster - Talisman House Publishers - 2006 - ISBN 1-58498-050-8
- Testament – Anthology of Modern Romanian Verse / Testament - Antologie de Poezie Română Modernă – Bilingual Edition English & Romanian – Daniel Ionita (editore e traduttore) con Eva Foster e Daniel Reynaud – Minerva Publishing 2012 e 2015 (seconda edizione) - ISBN 978-973-21-1006-5
- Testament - Anthology of Romanian Verse - American Edition - edizione monolingua in inglese - Daniel Ionita (editore e traduttore principale) con Eva Foster, Daniel Reynaud e Rochelle Bews - Australian-Romanian Academy for Culture - 2017 - ISBN 978-0-9953502-0-5

## Premi e riconoscimenti
- Premio dell'Accademia romena, 1968, 1977
- Medaglia d'Oro per la poesia "Napoli ospite", Italia, 1970
- Premio dell'Accademia Romena di Drammaturgia, 1970
- "Le Muse", premio dell'Accademie delle Muse, Flirenze, 1978
- Premio Internazionale di poesia "Fernado Riello", Madrid, Spagna, 1983
- Premio Herder, accordato dall'Università di Vienna nel 1991 per l'intera attività
- Premio dell'Unione  (6 volte, per poesia, drammaturgia e critica letteraria)

## Affiliazioni
- 1971 - Fellow, International Writing Program, Università dell'Iowa
- 1983 - Membro della Mallarmé Academy, Parigi
- 1992 - Membro dell'Accademia romena
- 1955 - Allievo del Collegio Nazionale Frații Buzești di Craiova